# Sony α

Logo di Sony α.

Sony α (che sta per Alpha, pronunciato alfa) è un marchio di Sony introdotto il 5 giugno 2006 per un nuovo sistema di fotocamere reflex digitali e, successivamente, per fotocamere mirrorless.

## Storia

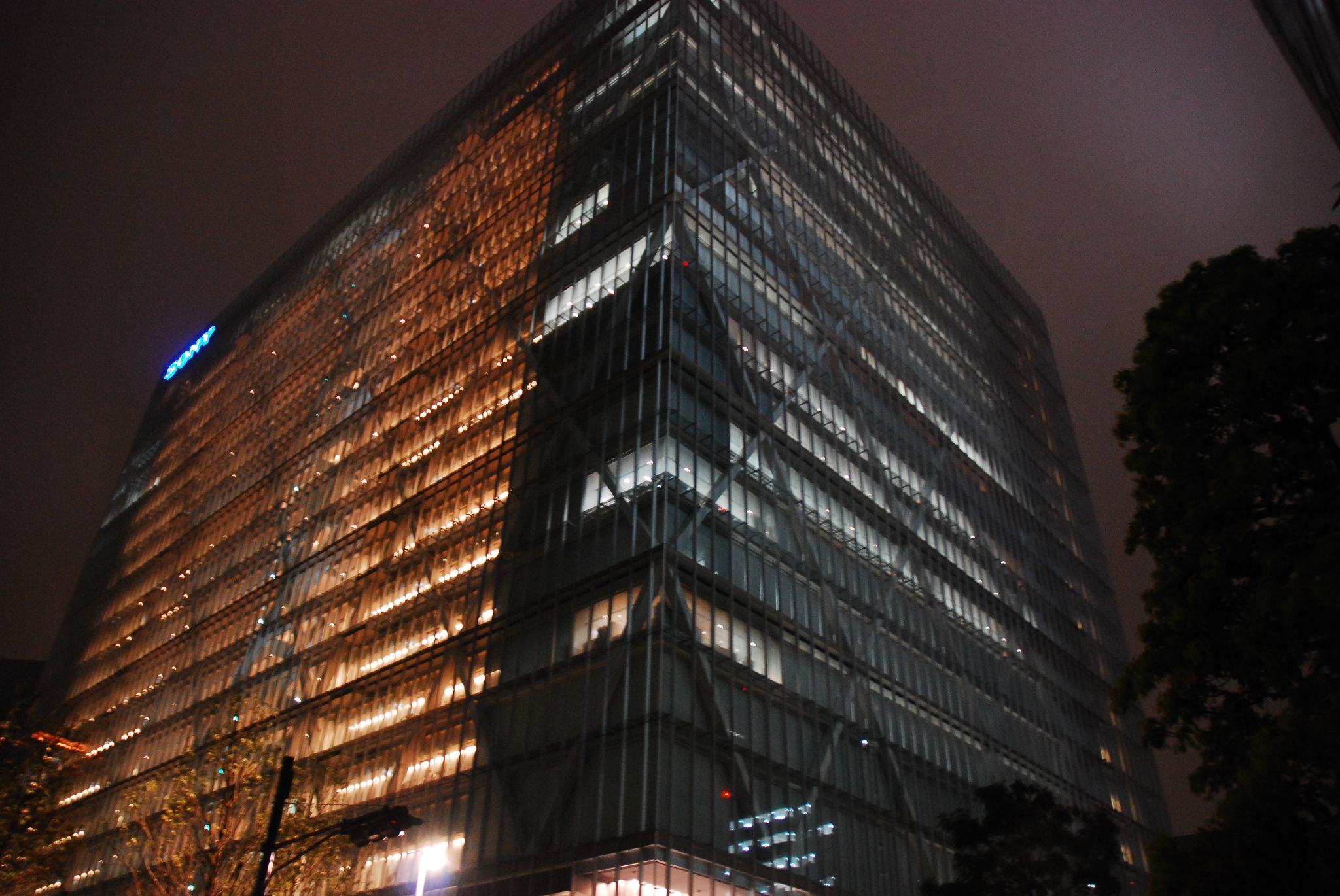
Sede centrale della Sony a Tokyo.

Nel luglio 2005 Sony acquisisce il settore fotografico del marchio Konica Minolta. L'operazione permette a Sony di avere accesso a tutte le tecnologie brevettate dallo storico gruppo di macchine fotografiche nel corso degli anni, prime tra tutte il sistema Autofocus Minolta AF (attacco a baionetta Minolta AF, diventato attacco Sony Alpha) e il relativo parco ottiche di grande livello, il meccanismo di stabilizzazione anti-vibrazione integrato nel sensore della fotocamera Minolta Anti-Shake (diventato Sony Super Steadyshot e, successivamente, SteadyShot Inside), la tecnologia Minolta EyeStart che permette la messa a fuoco ed esposimetrica appena il fotografo avvicina l'occhio all'oculare e i mirini ottici luminosi. Ciò consente all'azienda di Tokyo di produrre in breve tempo la sua prima reflex digitale: la Sony Alpha 100. La fotocamera è presentata a metà 2006 ed eredita gran parte delle tecnologie e dell'interfaccia di controllo impiegate da Konica-Minolta nella realizzazione delle sue precedenti reflex digitali, Konica Minolta Dynax/Maxxum 5D e 7D. Alpha 100 rappresenta, infatti, un'evoluzione della Minolta Dynax/Maxxum 5D da cui direttamente deriva; nuovo è, però, il sensore CCD da 10,2 megapixel, progettato e realizzato interamente in casa, specifico per la nuova reflex, sono poi migliorati i menu, aumentate le funzioni e migliorata l'usabilità per l'utente.
Insieme alla nuova reflex, è resa disponibile una buona gamma di ottiche intercambiabili, i cui modelli di lusso sono quelle realizzate appositamente da Carl Zeiss, prestigioso marchio nel campo dell'ottica, già in rapporti con Sony anche per la fornitura di ottiche per videoproiettori, videocamere e macchine fotografiche digitali compatte. Sony è anche azionista della Tamron, azienda giapponese produttrice di obiettivi fotografici, di cui alcune ottiche Sony condividono il progetto.

## Caratteristiche
Tutte le fotocamere, utilizzando l'attacco Minolta AF presente sul mercato dal 1985, sono compatibili con un numero elevato di obiettivi, tra i quali i celebri obiettivi prodotti dalla stessa Minolta.

### SLT - Single Lens Translucent
Sony, dopo α100, introduce sul mercato altri modelli seguendo una linea di innovazione tecnologica marcata, come era stato per Minolta: nel 2011 sostituisce la tecnologia reflex SLR con la più moderna SLT (Single Lens Translucent) nella quale lo specchio è traslucido e non deve sollevarsi ogni volta che una foto viene scattata, caratteristica (utilizzata solo da Sony) che permette l'introduzione sul mercato di modelli con velocità di scatto elevatissima, unita alla scelta dell'abbandono del classico mirino ottico a favore di EVF (Electronic ViewFinder) ad alta risoluzione, che permette di verificare in diretta (Live View) i risultati dei parametri di scatto impostati.

### Full frame e mirrorless
Dal quarto quadrimestre 2008 Sony inizia la produzione di fotocamere a pieno formato con Sony A900, mentre nel maggio del 2010 lancia le prime mirrorless con sensore in formato APS-C, presentando il sistema NEX (successivamente fatto rientrare anch'esso nella famiglia Alpha). Nell'ottobre 2013 lancia sul mercato - novità assoluta per questo tipo di fotocamere - le prime mirrorless con sensore full frame. Solamente cinque anni dopo verrà seguita da Nikon e Canon (le principali aziende del settore) nella produzione di questo tipo di fotocamere a pieno formato.

### Sensori d'immagine
Sony, principale fornitore di sensori a livello mondiale (il 40% dei sensori venduti nel 2014 sono dell'azienda di Tokyo), tra i cui acquirenti vi sono i diretti concorrenti Nikon e Pentax, nel 2015 annuncia di voler rilevare la divisione dei sensori d'immagine di Toshiba con la nuova divisione Sony Semiconductor Corporation.

## Obiettivi
| FE  | Obiettivi progettati appositamente per le macchine Full Frame della serie Sony Alpha                           |
| DT  | "Digital Technology", per fotocamere APS-C                                                                     |
| G   | Serie "Gold", per obiettivi professionali                                                                      |
| GM  | Serie "G Master", obiettivi di nuova generazione                                                               |
| OSS | OSS SteadyShot Ottico, stabilizzazione dell'immagine.                                                          |
| SSM | "SuperSonic Motor", motore ultrasonico presente in alcuni obiettivi Carl Zeiss e serie G                       |
| SAM | "Smooth Autofocus Motor", alternativa economica al "SuperSonic Motor" presente in alcuni obiettivi entry level |
| ZA  | "Zeiss Alpha", obiettivi prodotti da Carl Zeiss specificamente per Sony Alpha                                  |

### Flash
| Modello    | Numero guida     | ISO |
| ---------- | ---------------- | --- |
| HVL-F20AM  | 20               | 100 |
| HVL-F36AM  | 36               | 100 |
| HVL-F42AM  | 42               | 100 |
| HVL-F43AM  | 43               | 100 |
| HVL-F56AM  | 56               | 100 |
| HVL-F58AM  | 58               | 100 |
| HVL-F60M   | 60               | 100 |
| HVL-RLAM   | Ring LED         |     |
| HVL-MT24AM | Twin macro flash |     |
| HVL-RL1    |                  |     |
| HVL-LE1    |                  |     |

## Vertical Grip
| Modello  | Corpi                        |
| -------- | ---------------------------- |
| VG-B30AM | α200, α300, α350             |
| VG-B50AM | α450, α500, α550, α560, α580 |
| VG-C1EM  | α7 α7R α7S                   |
| VG-C2EM  | α7II α7RII α7SII             |
| VG-C70AM | α700                         |
| VG-C77AM | α77                          |
| VG-C90AM | α850, α900                   |
| VG-C99AM | α99                          |

## Galleria d'immagini

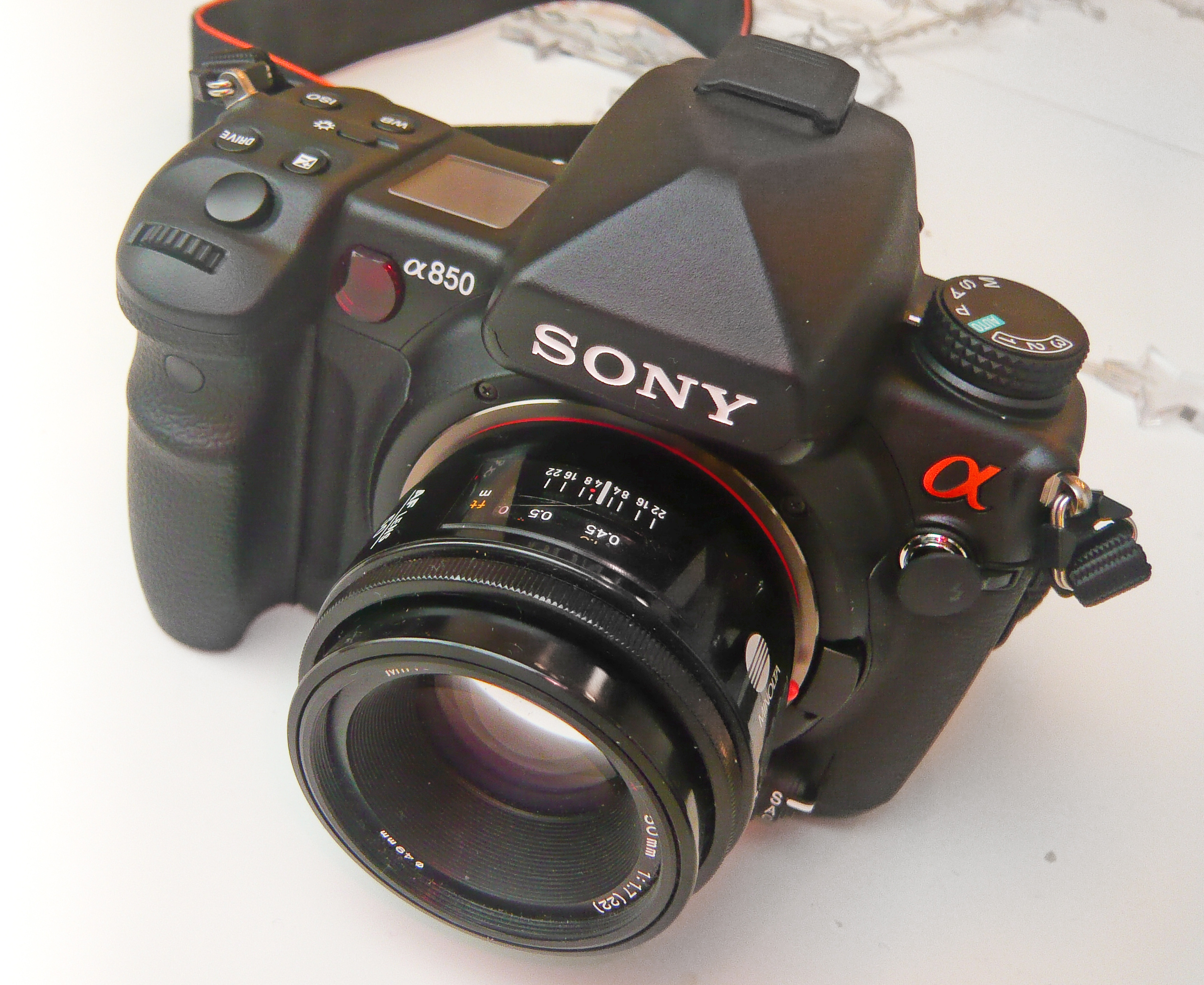
Fotocamera Full Frame α850
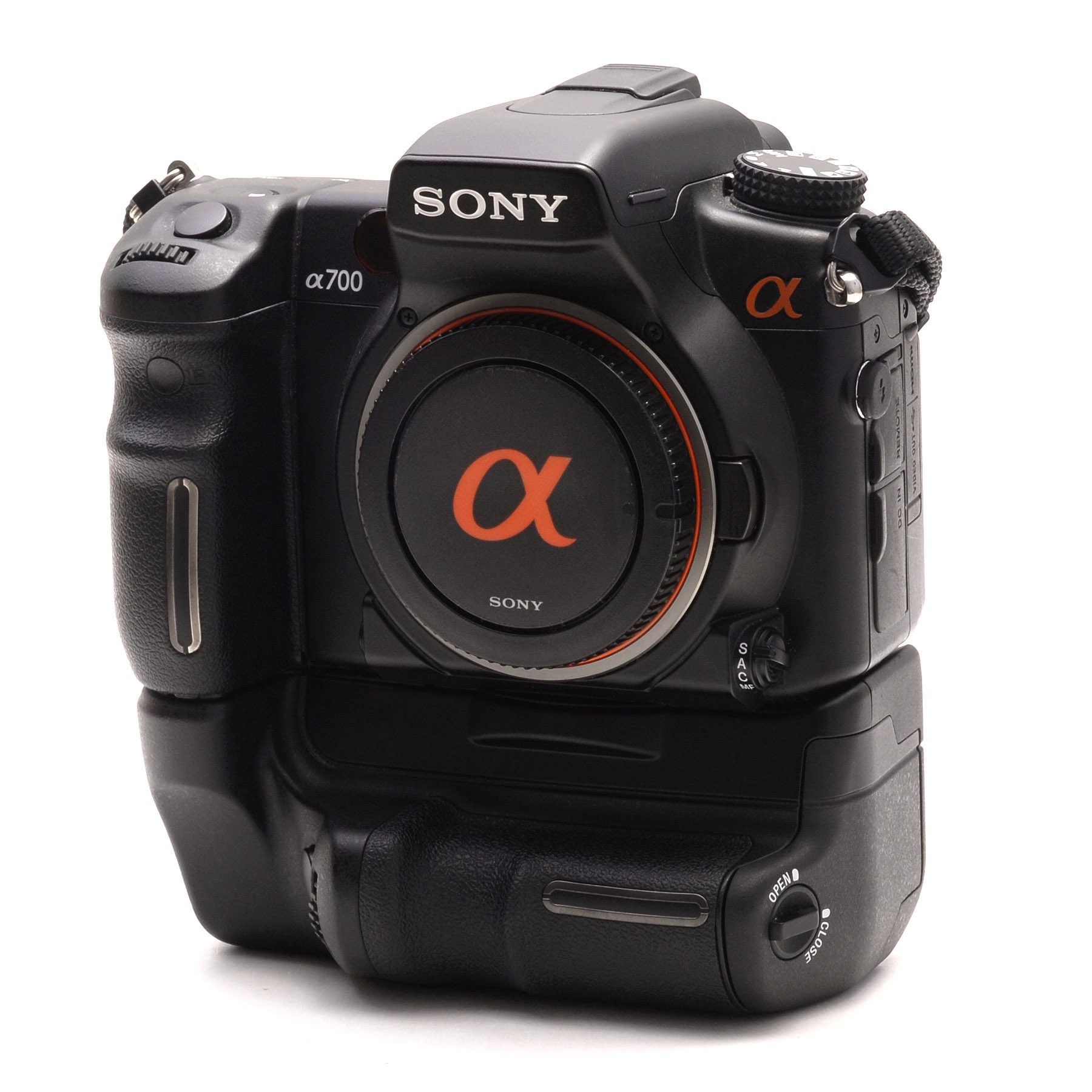
Fotocamera APSC α700 con vertical grip
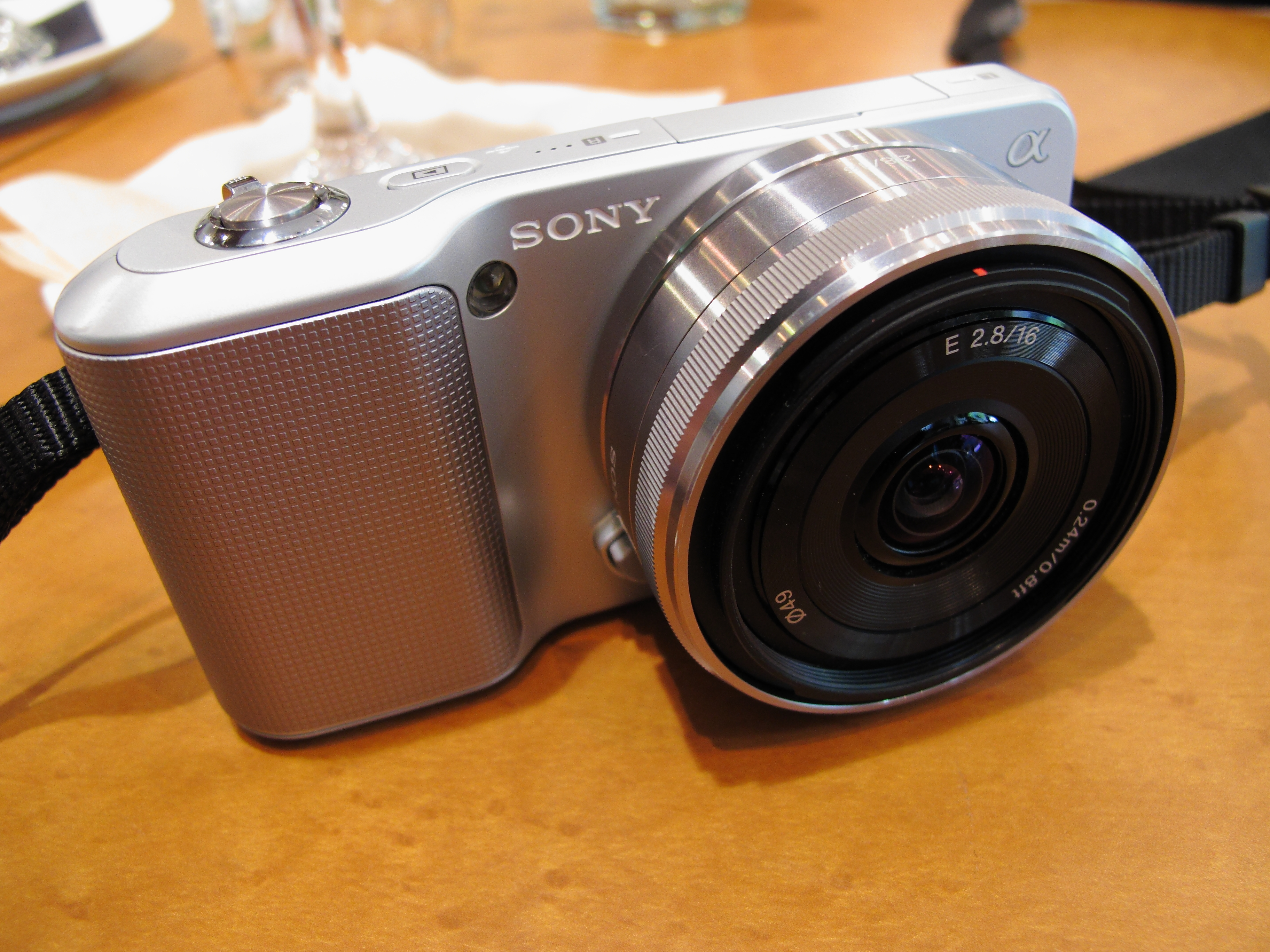
Fotocamera Mirrorless NEX-3
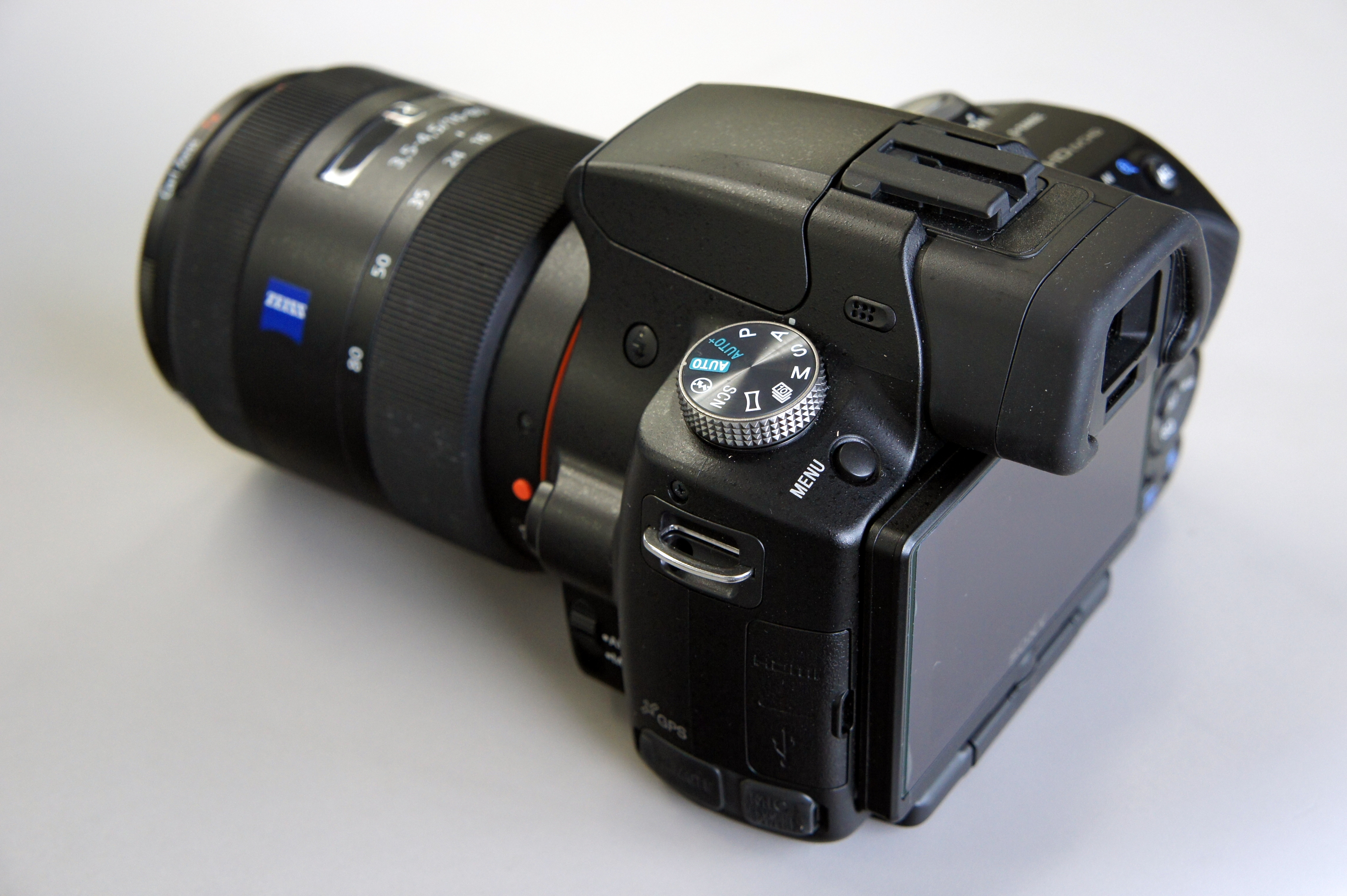
Fotocamera APSC α55
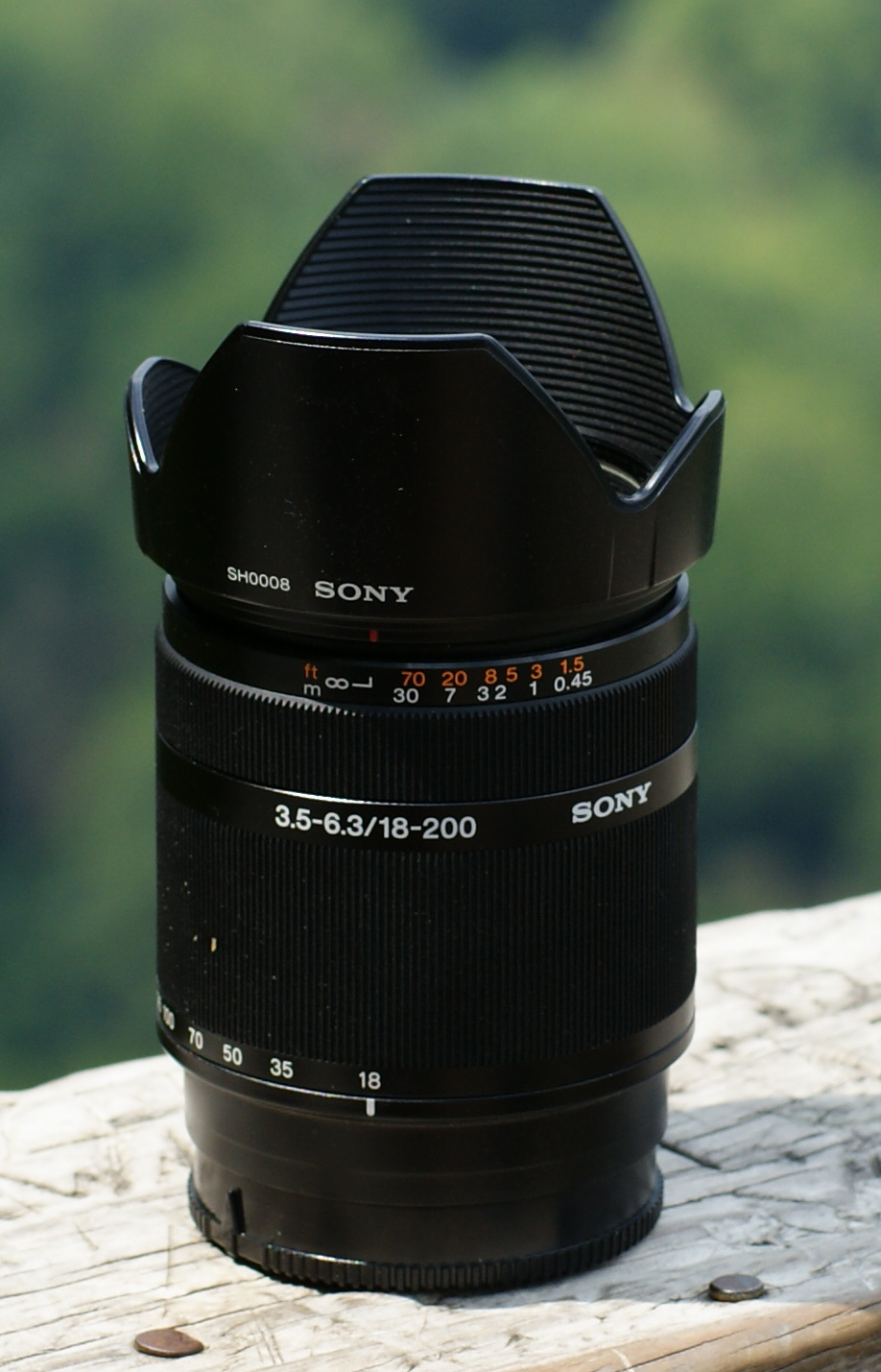
Obiettivo Sony α 18-200
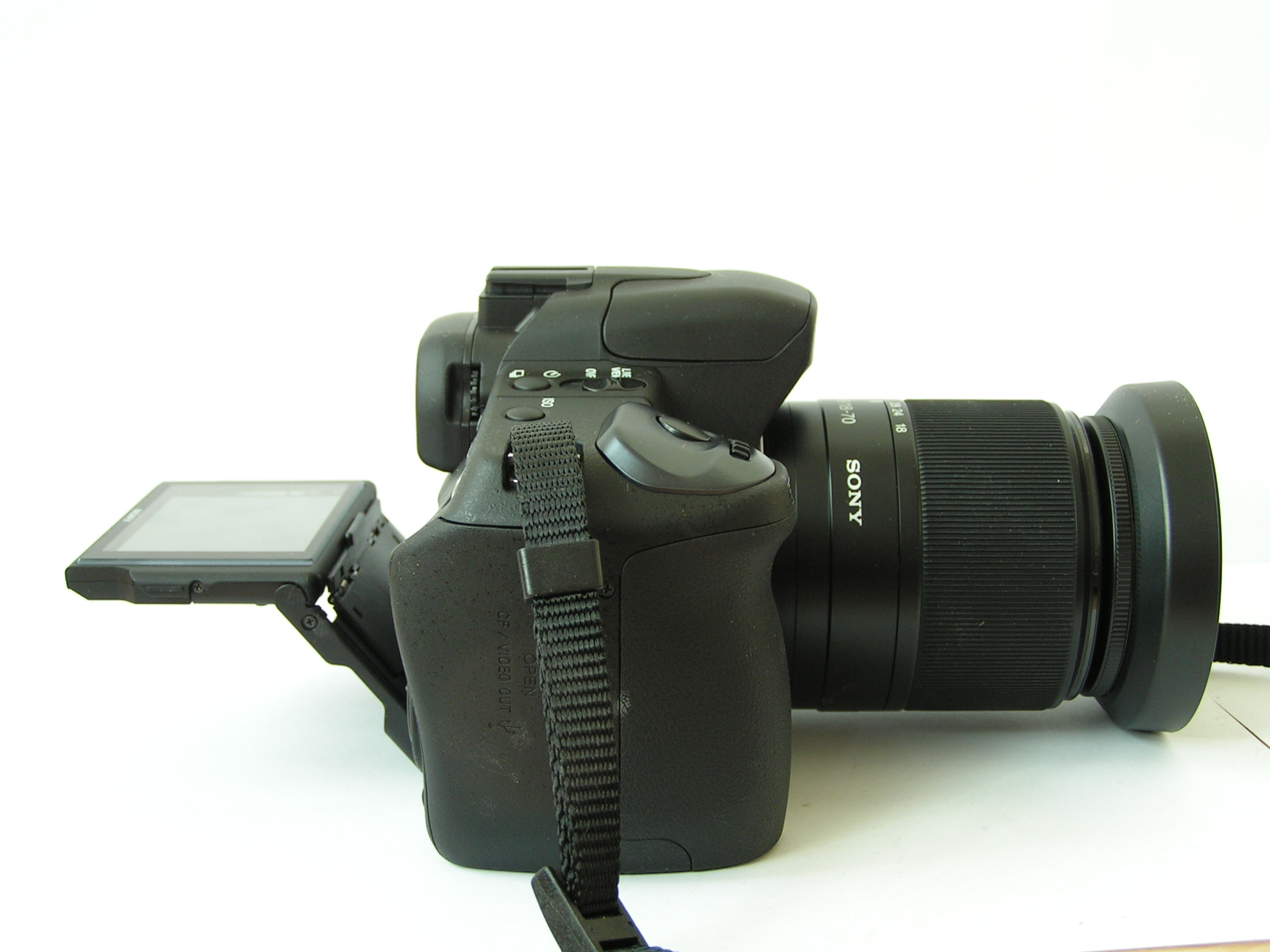
Fotocamera APSC α350
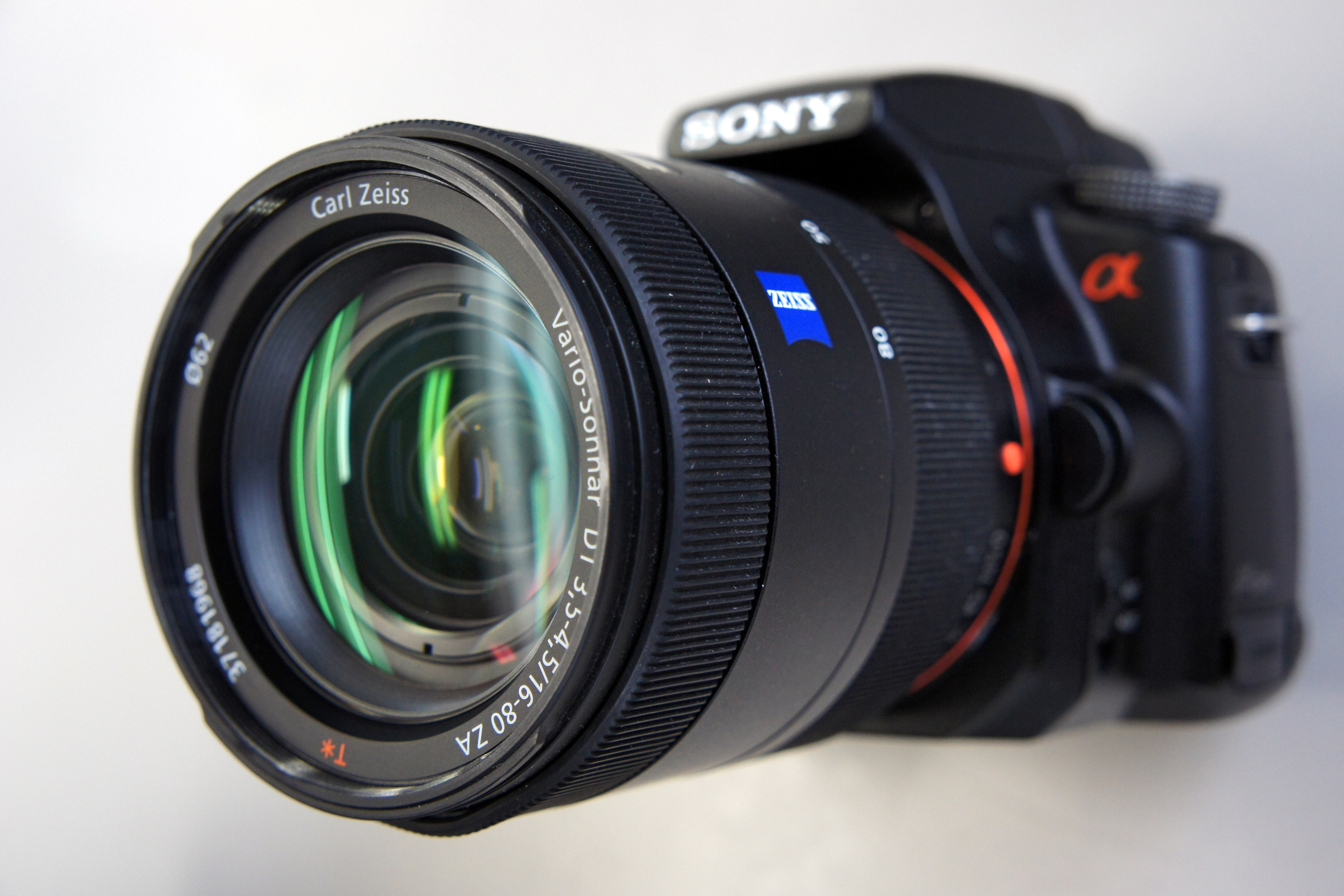
Carl Zeiss Vario-Sonnar 16-80 su Sony α55
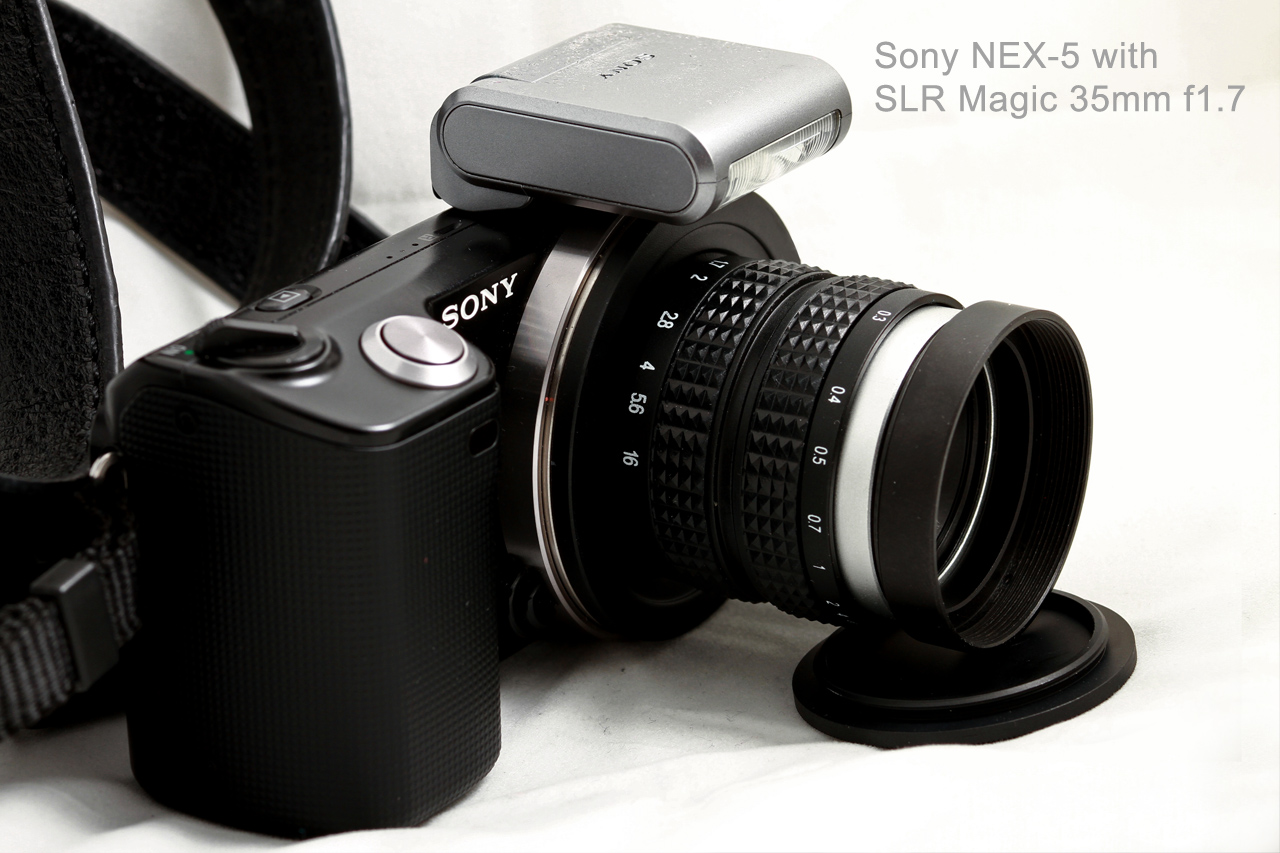
Fotocamera Mirrorless NEX-5
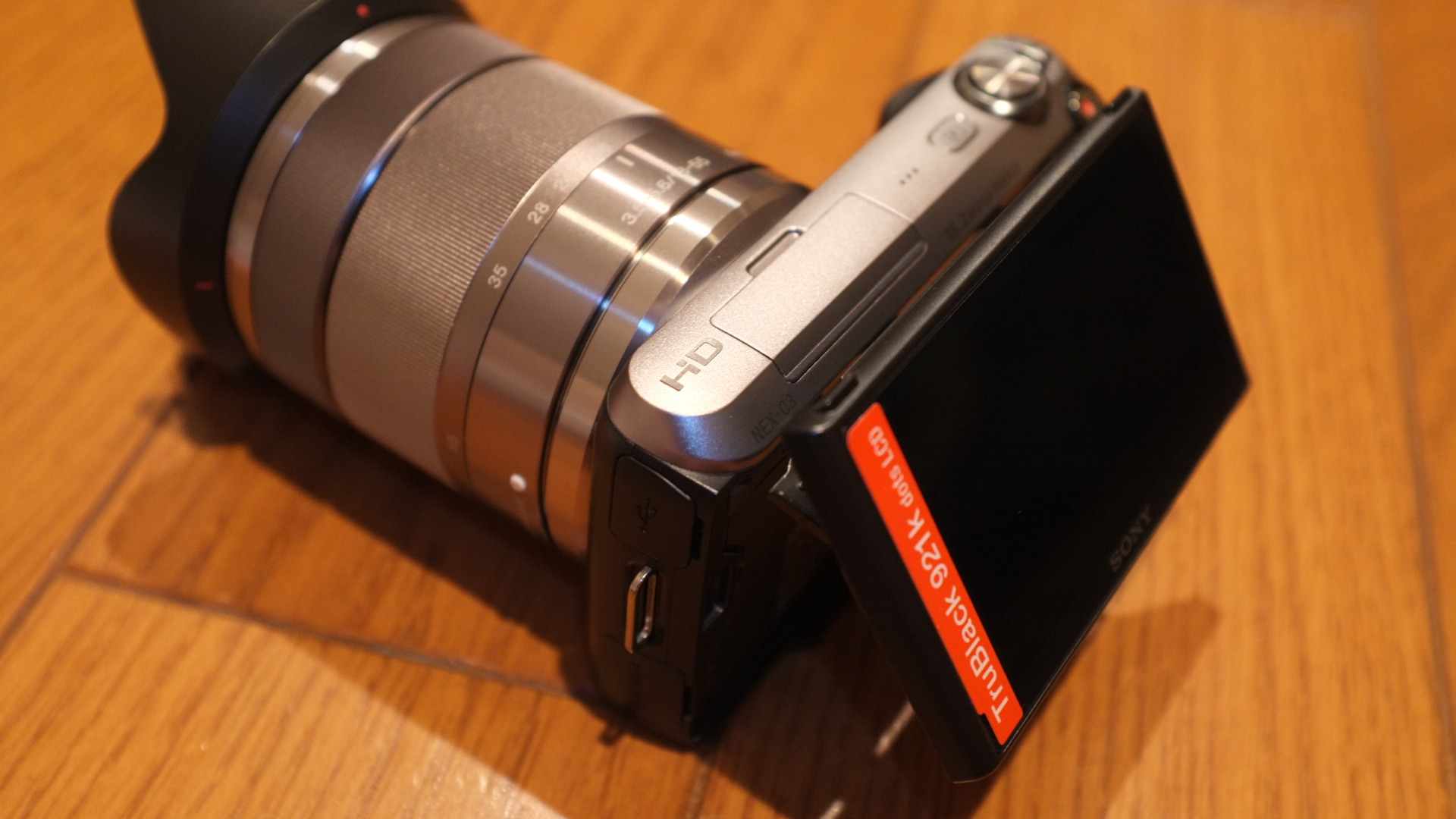
Fotocamera Mirrorless NEX C-3
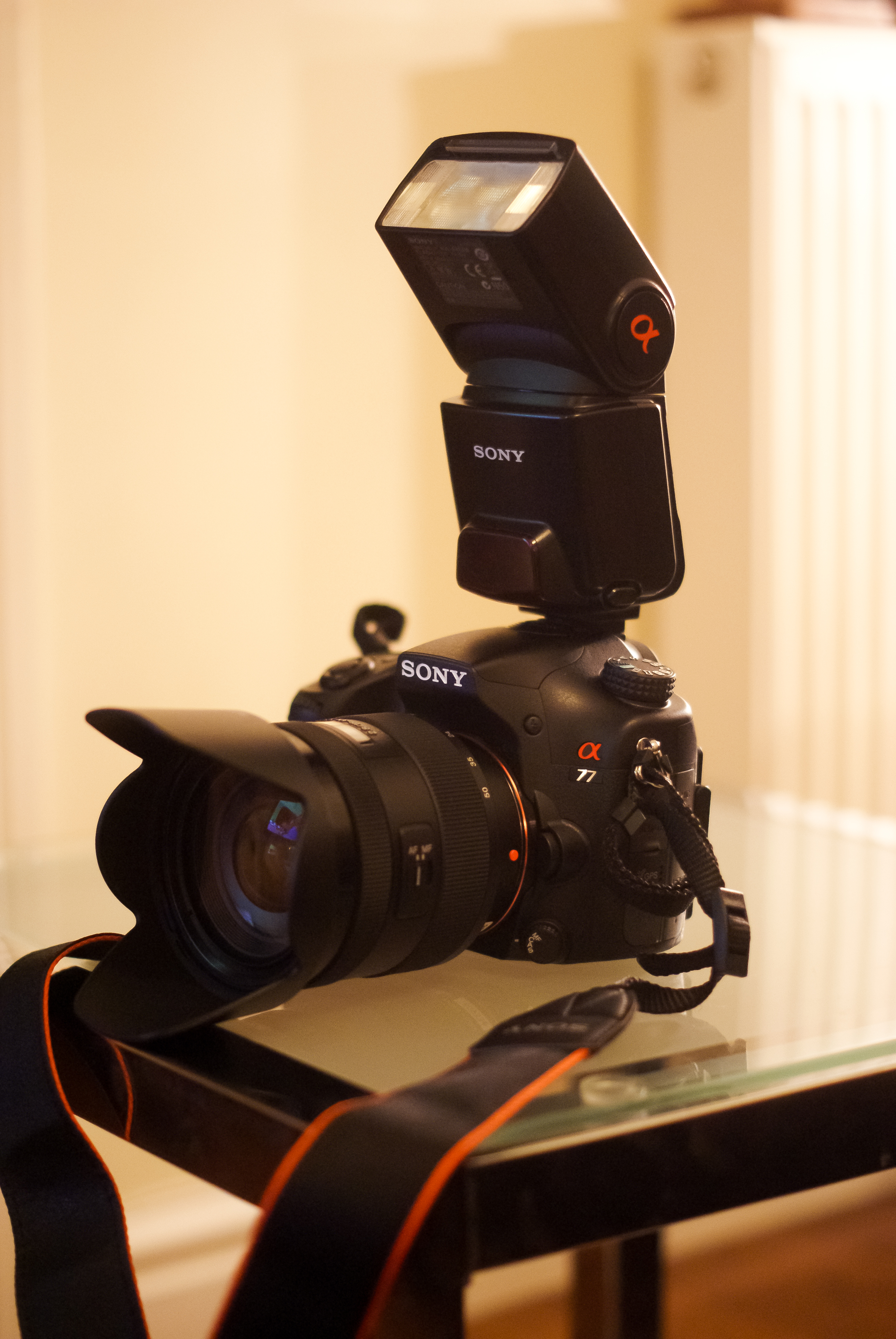
Sony SLT (specchio traslucido) α77 con flash
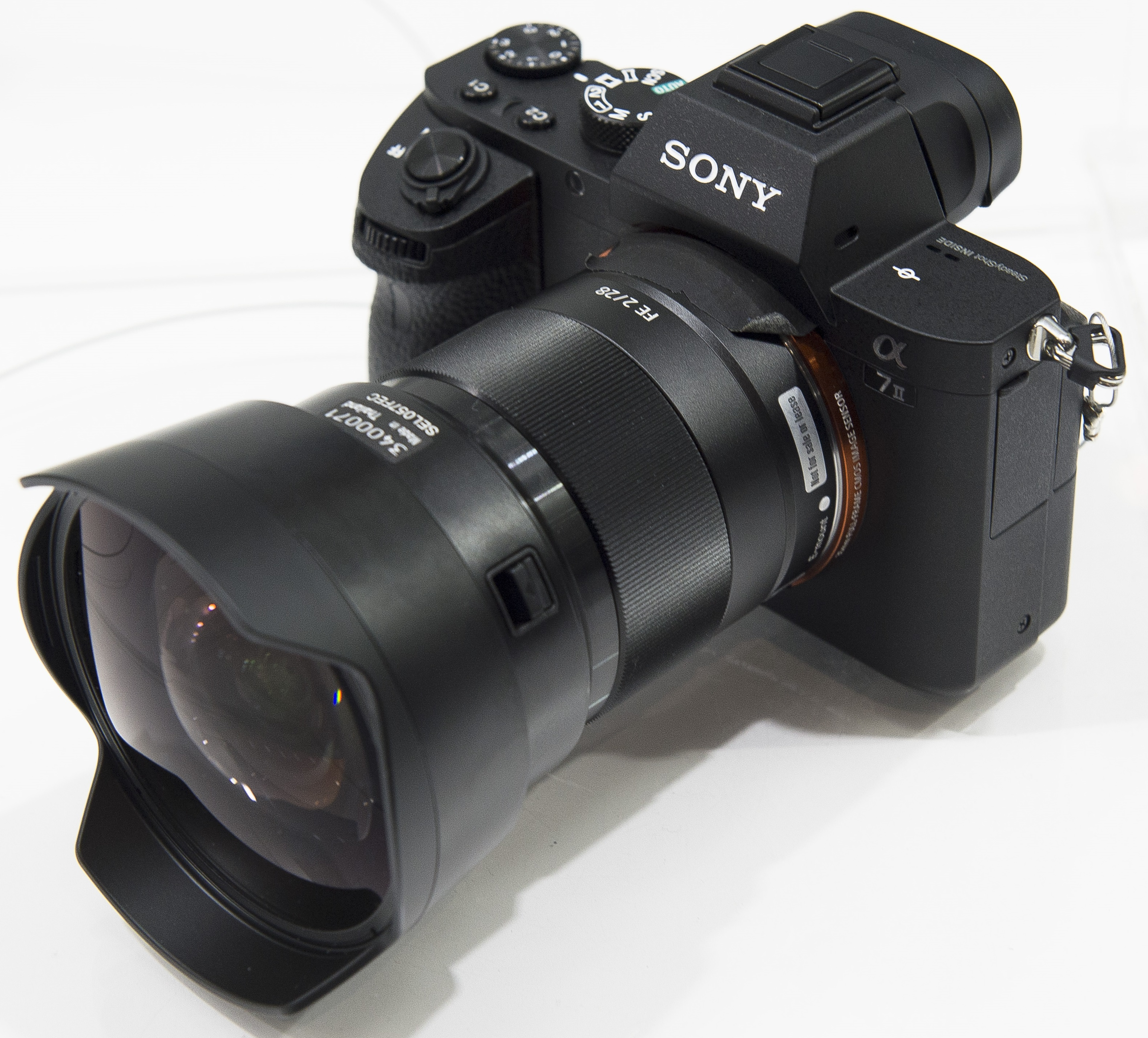
Mirrorless Full Frame α7 II con obiettivo FE 28mm e fisheye converter
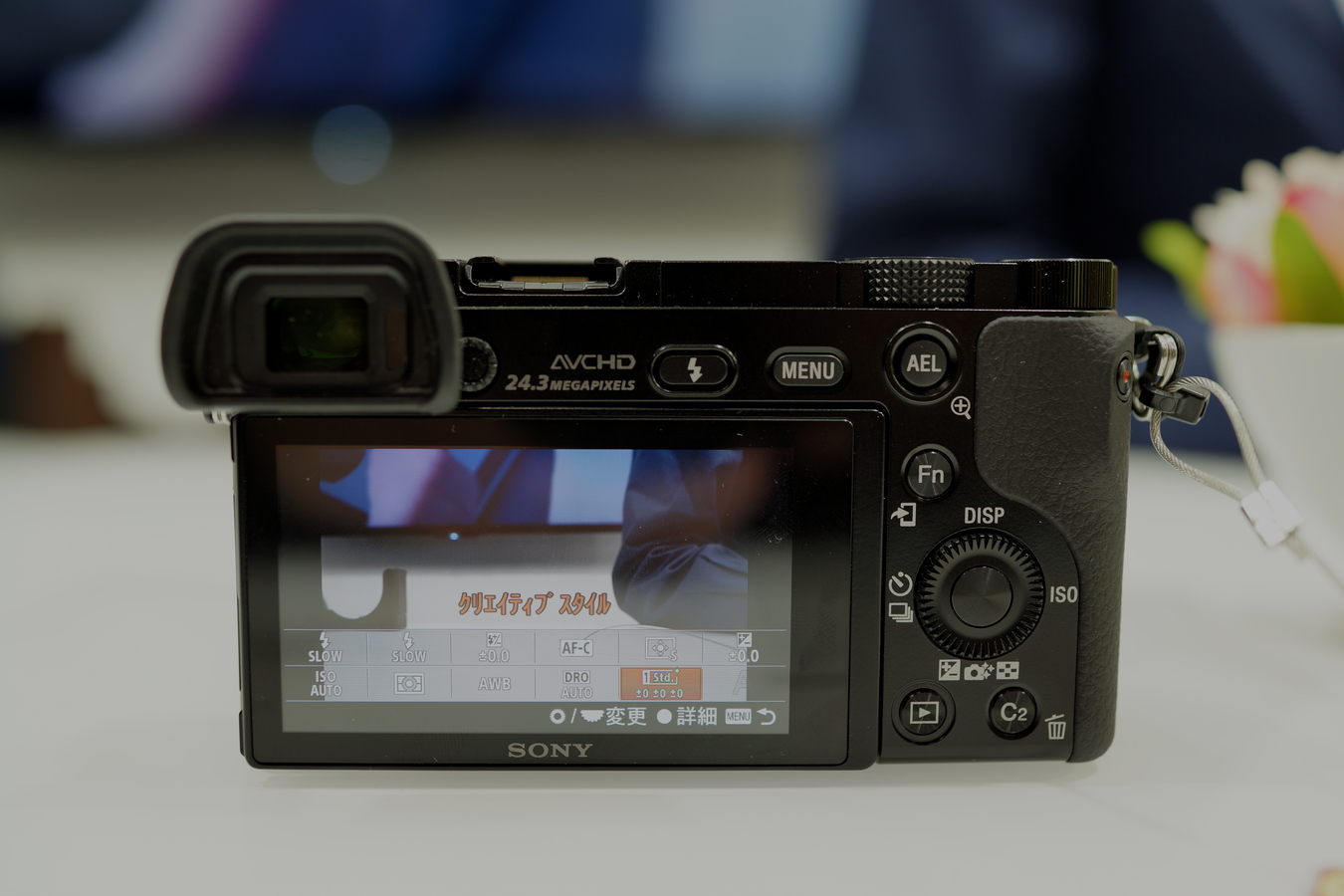
Mirrorless Alpha 6000
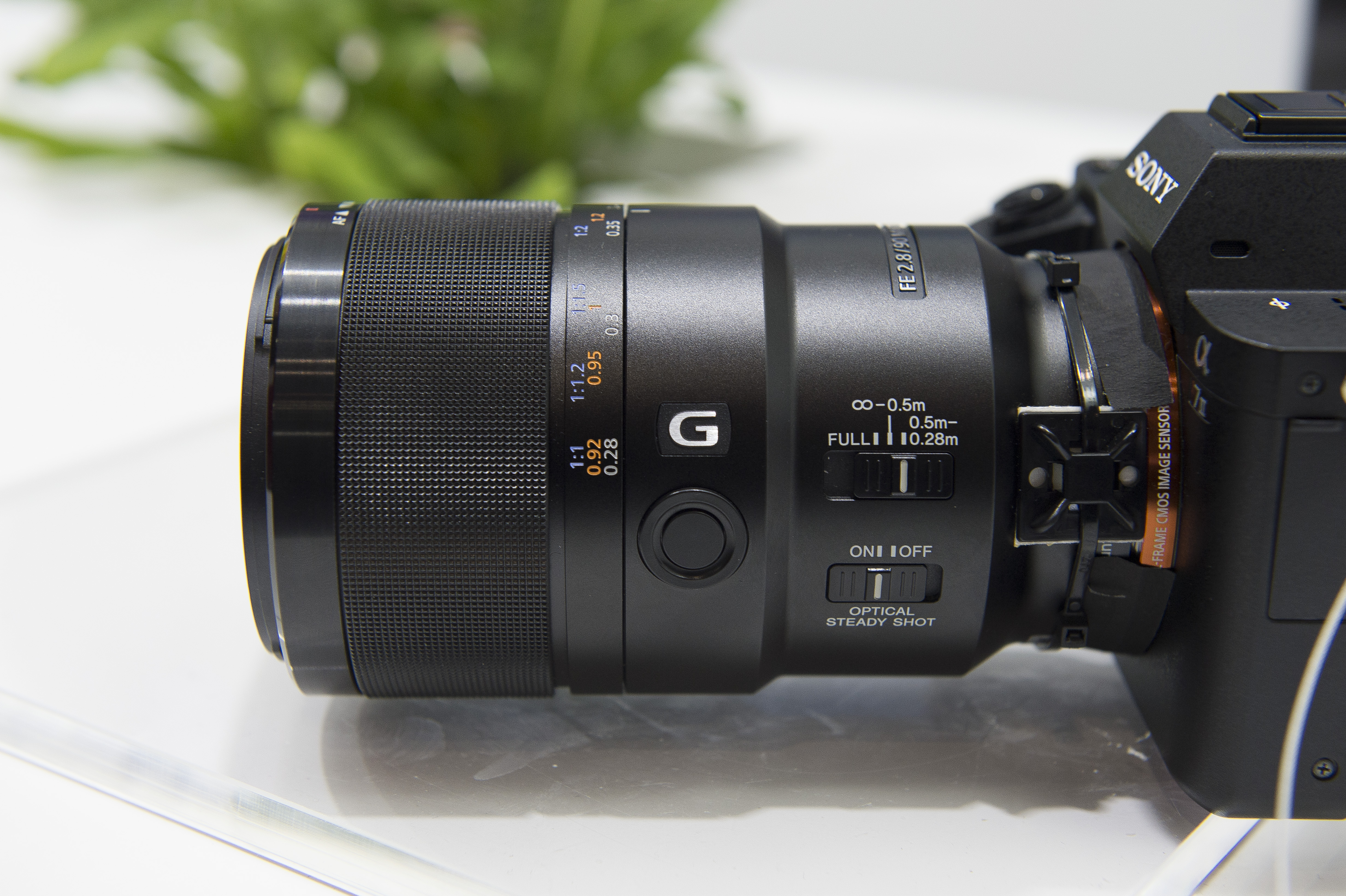
Obiettivo FE 90mm f/2.8 Macro G OSS
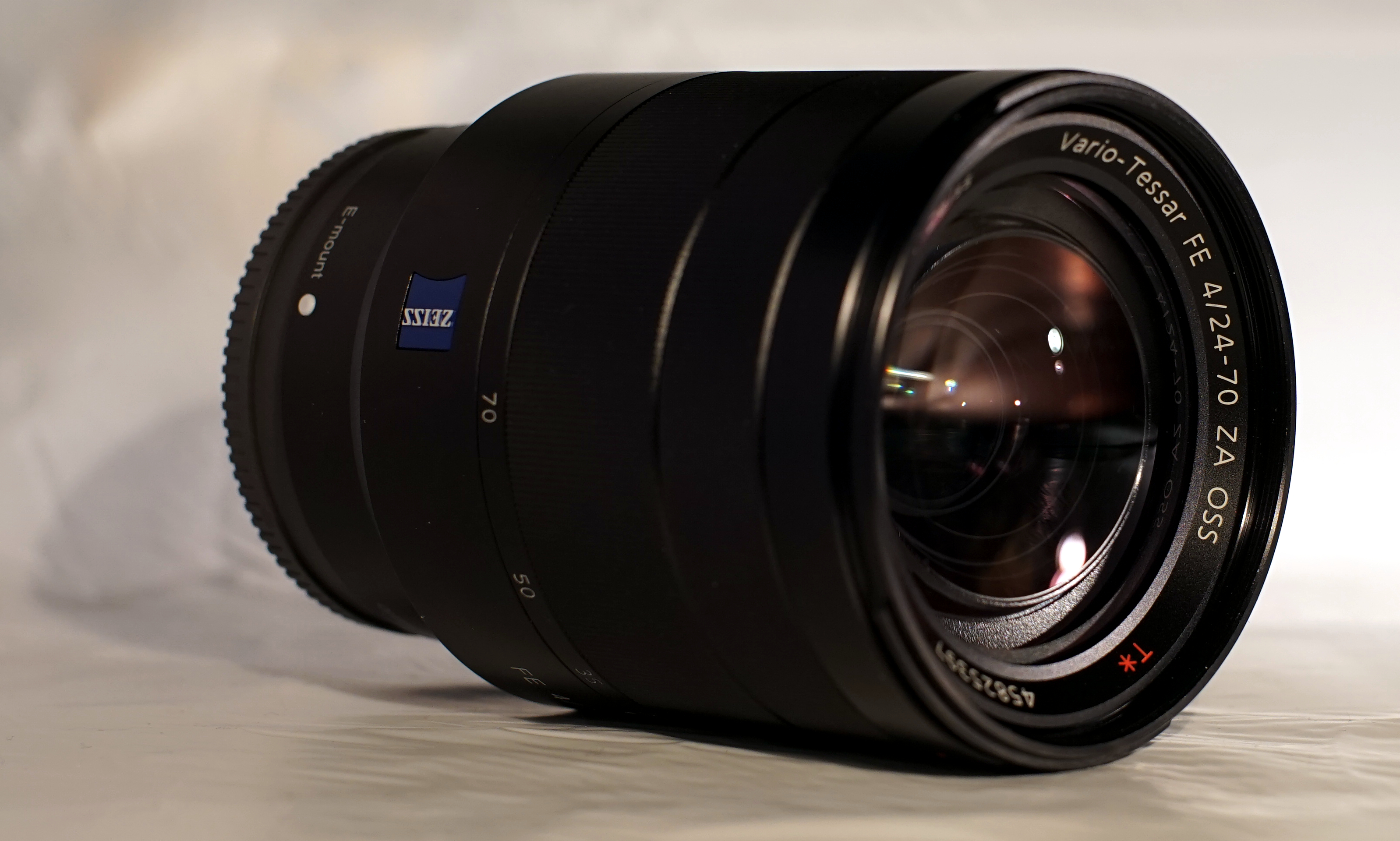
Obiettivo per mirrorless Sony Carl Zeiss FE Vario-Tessar 24-70mm f/4 ZA OSS
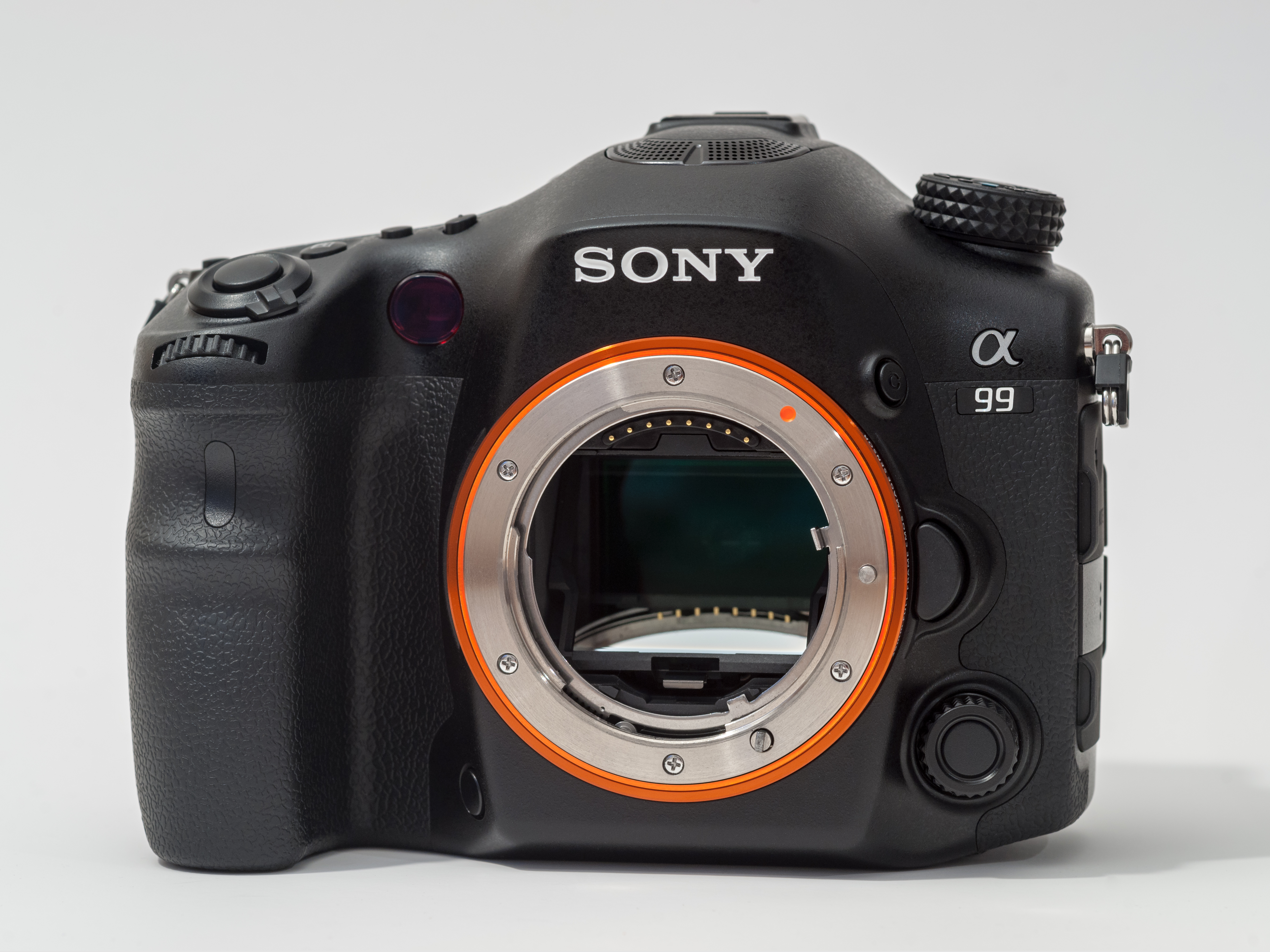
Fotocamera Full Frame α99 con tecnologia SLT (specchio traslucido)
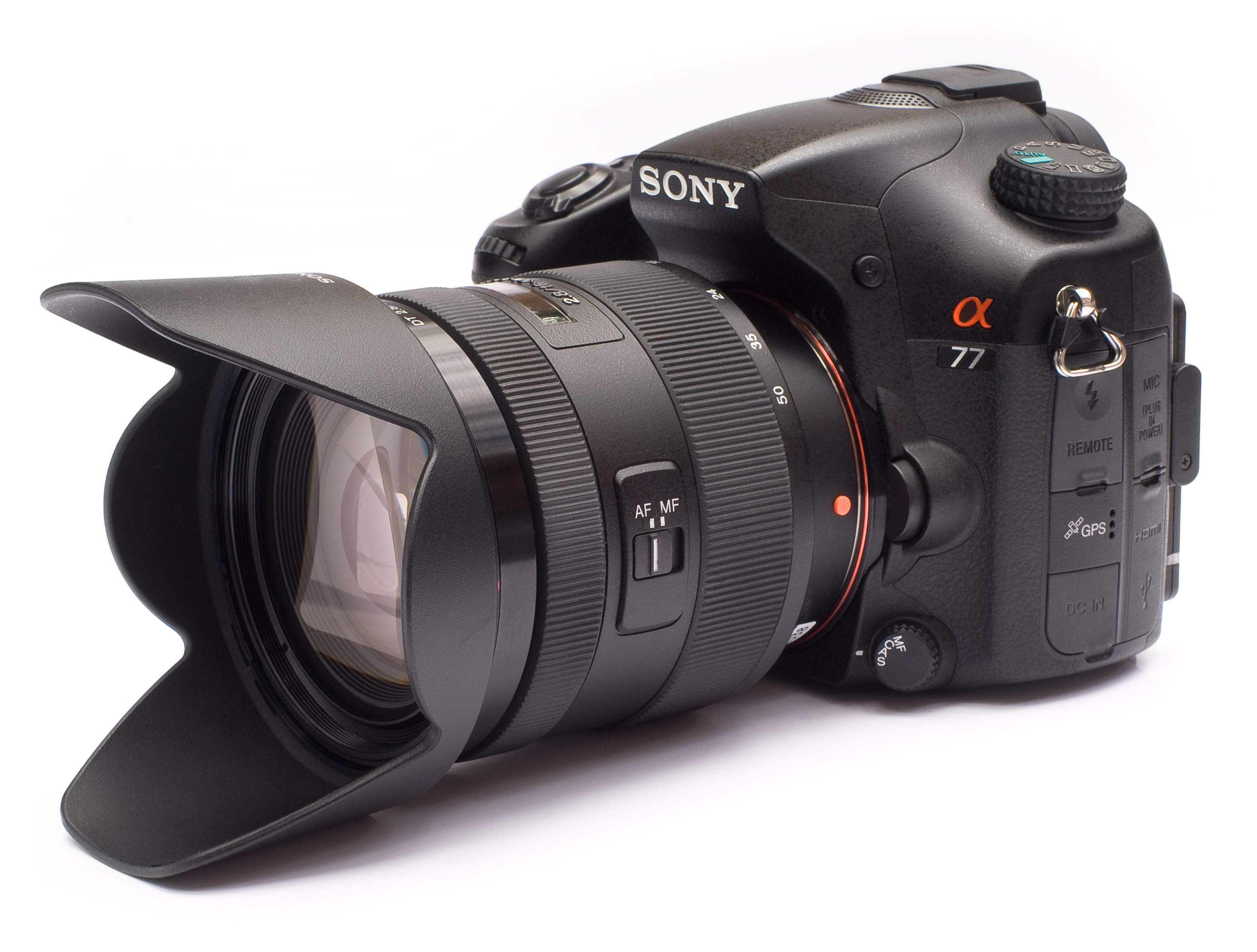
Sony SLT (specchio traslucido) α77 con obiettivo Sony 16-50mm f/2.8 SSM
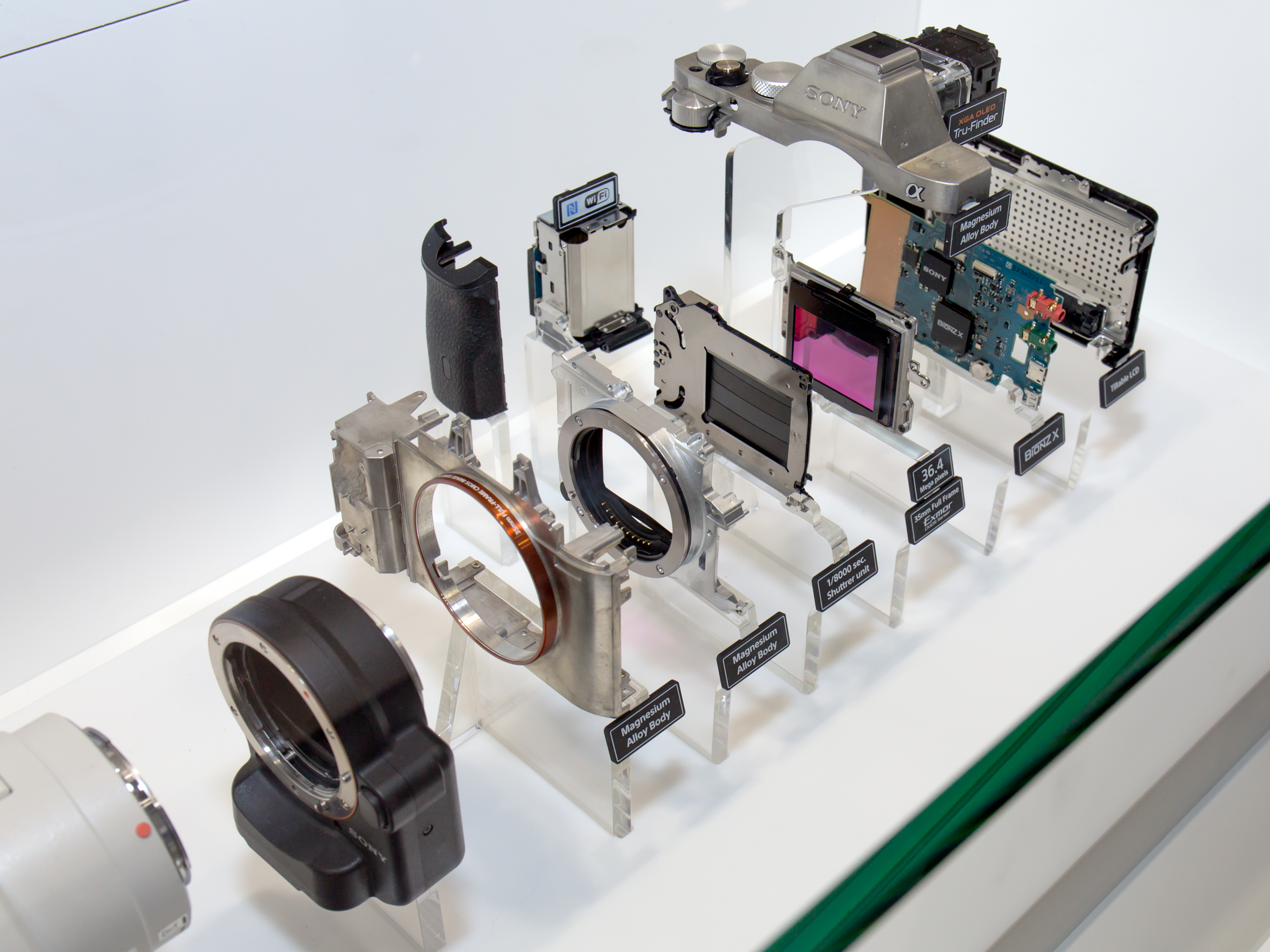
Componenti α7R
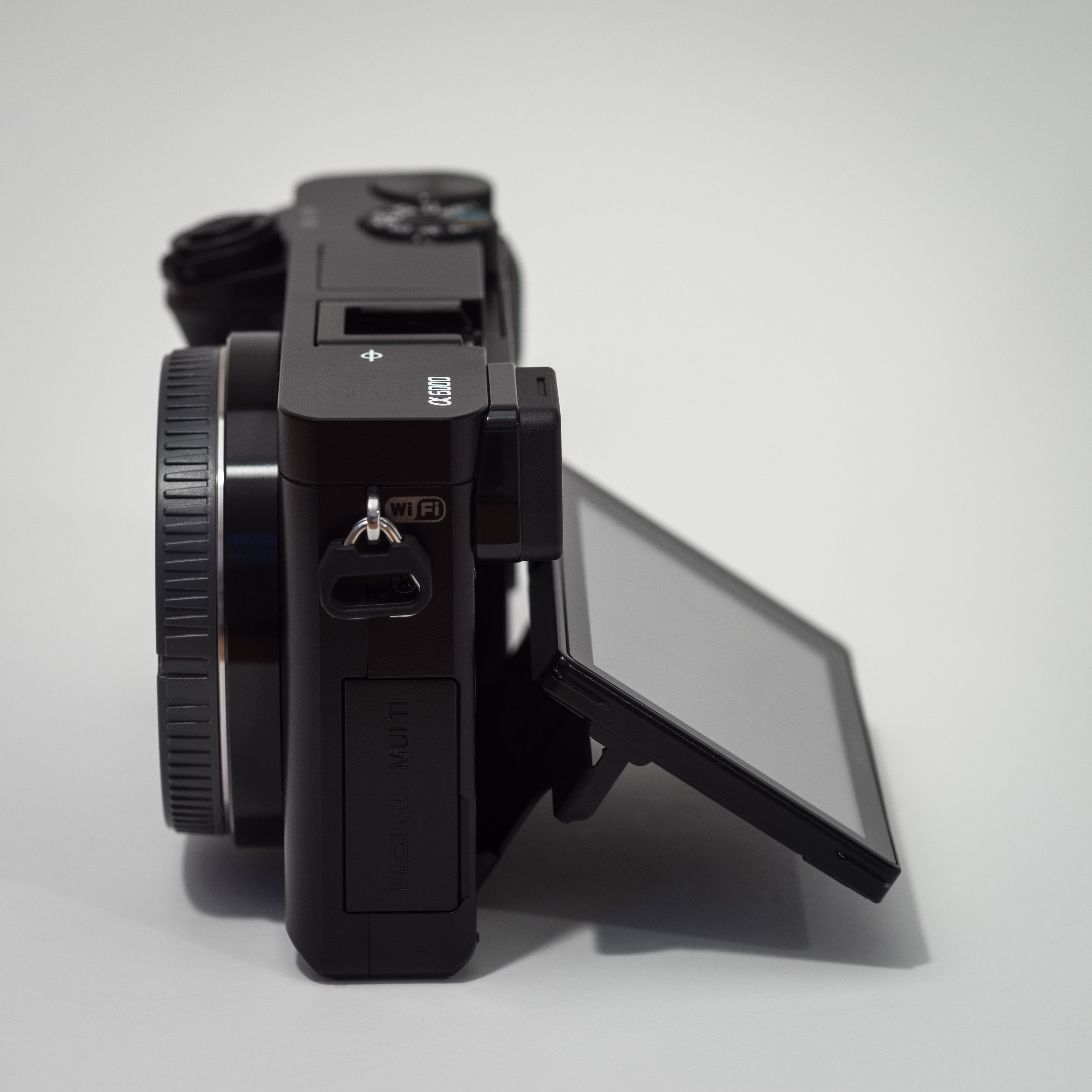
L'α6000 vista di profilo
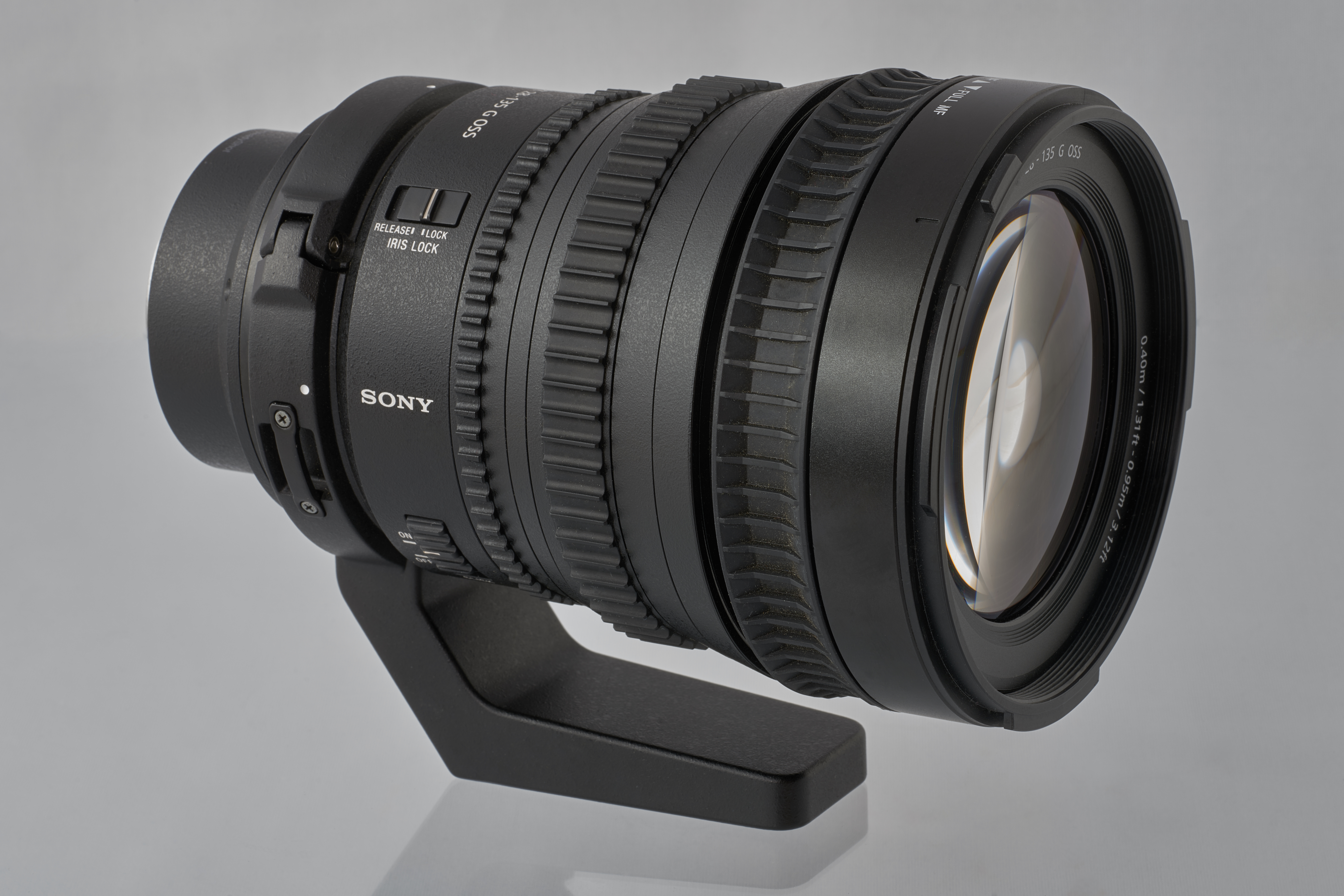
Sony FE PZ 28-135mm f/4 G OSS